# Olympische Sommerspiele 2008/Teilnehmer (Slowakei)
| Gelbes Symbol für Goldmedaillen mit stilisierten Olympischen Ringen | Graues Symbol für Silbermedaillen mit stilisierten Olympischen Ringen | Braundes Symbol für Bronzemedaillen mit stilisierten Olympischen Ringen |
| ------------------------------------------------------------------- | --------------------------------------------------------------------- | ----------------------------------------------------------------------- |
| 3                                                                   | 3                                                                     | —                                                                       |

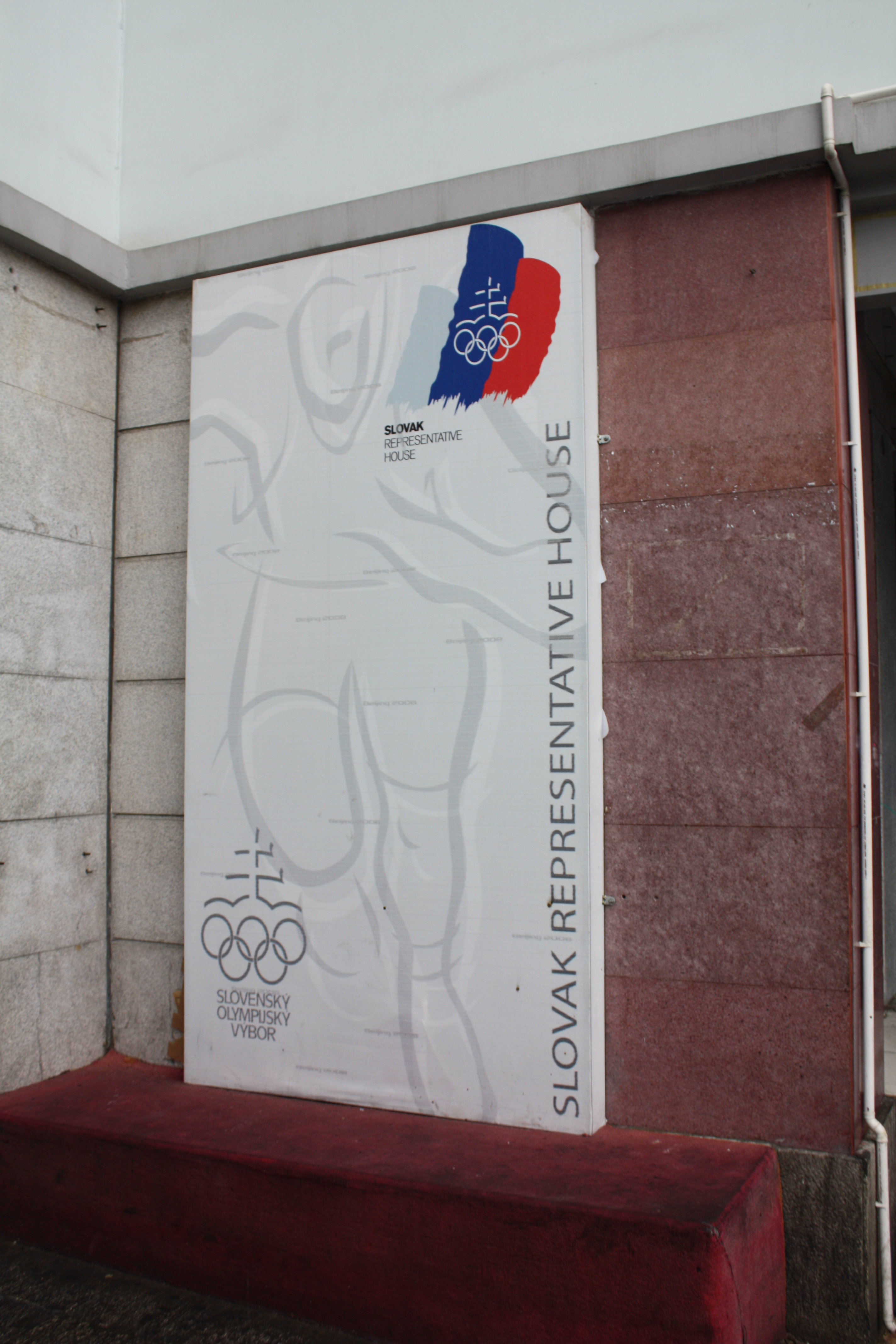
Wohnhaus der slowakischen Teilnehmer in Peking

Die Slowakei nahm in Peking an den Olympischen Sommerspielen 2008 zum vierten Mal an den Olympischen Sommerspielen teil. Für das slowakische Team qualifizierten sich 57 Sportler in 14 Sportarten.

## Medaillen

### Medaillenspiegel
| Medaillenspiegel Slowakei | Medaillenspiegel Slowakei | Medaillenspiegel Slowakei    | Medaillenspiegel Slowakei | Medaillenspiegel Slowakei | Medaillenspiegel Slowakei |
| Platz                     | Sportart                  | Goldmedaille – Olympiasieger | Silbermedaille – 2. Platz | Bronzemedaille – 3. Platz | Gesamt                    |
| ------------------------- | ------------------------- | ---------------------------- | ------------------------- | ------------------------- | ------------------------- |
| 1                         | Kanu                      | 3                            | 1                         | –                         | 4                         |
| 2                         | Schießen                  | –                            | 1                         | –                         | 1                         |
| 3                         | Ringen                    | –                            | 1                         | –                         | 1                         |
| Gesamt                    | Gesamt                    | 3                            | 3                         | –                         | 6                         |

### Medaillengewinner

#### Gold
| Name                                   | Sportart | Wettkampf                     |
| -------------------------------------- | -------- | ----------------------------- |
| Michal Martikán                        | Kanu     | Canadier Einer Slalom Männer  |
| Elena Kaliská                          | Kanu     | Kajak-Einer Slalom Frauen     |
| Pavol Hochschorner, Peter Hochschorner | Kanu     | Canadier Zweier Slalom Männer |

#### Silber
| Name                                                          | Sportart | Wettkampf                  |
| ------------------------------------------------------------- | -------- | -------------------------- |
| David Musuľbes                                                | Ringen   | Freistil bis 120 kg Männer |
| Zuzana Štefečeková                                            | Schießen | Trap Frauen                |
| Michal Riszdorfer, Richard Riszdorfer, Juraj Tarr, Erik Vlček | Kanu     | Vierer-Kajak 1000 m Männer |

## Teilnehmer nach Sportart

### Badminton
- Frauen
  - Eva Sládeková
Einzel

### Gewichtheben
- Männer
  - Ondrej Kutlík
Klasse bis 85 kg
  - Martin Tešovič
Klasse bis 105 kg

### Judo
- Männer
  - Zoltán Pálkovács
Halbschwergewicht (bis 100 kg)

### Kanu

#### Kanurennen
| Männer             | Männer                | Männer |
| ------------------ | --------------------- | ------ |
| Marián Ostrčil     | Einer-Canadier 500 m  |        |
| Marián Ostrčil     | Einer-Canadier 1000 m |        |
| Michal Riszdorfer  | Vierer-Kajak 1000 m   | Silber |
| Richard Riszdorfer | Vierer-Kajak 1000 m   | Silber |
| Juraj Tarr         | Vierer-Kajak 1000 m   | Silber |
| Erik Vlček         | Vierer-Kajak 1000 m   | Silber |
| Frauen             |                       |        |
| Ivana Kmeťová      | Zweier-Kajak 500 m    |        |
| Martina Kohlová    | Zweier-Kajak 500 m    |        |

#### Kanuslalom
| Männer             | Männer          | Männer |
| ------------------ | --------------- | ------ |
| Michal Martikán    | Canadier Einer  | Gold   |
| Pavol Hochschorner | Canadier Zweier | Gold   |
| Peter Hochschorner | Canadier Zweier | Gold   |
| Peter Cibák        | Kajak-Einer     |        |
| Frauen             |                 |        |
| Elena Kaliská      | Kajak-Einer     | Gold   |

### Leichtathletik
- Männer
  - Jozef Repčík
800 m
  - Matej Tóth
20 km Gehen
  - Miloš Bátovský
50 km Gehen
  - Peter Korčok
50 km Gehen
  - Kazimír Verkin
50 km Gehen
  - Peter Horák
Hochsprung
  - Dmitrij Vaľukevič
Dreisprung
  - Milan Haborák
Kugelstoßen
  - Libor Charfreitag
Hammerwurf
  - Miloslav Konopka
Hammerwurf
  - Slaven Dizdarevič
Zehnkampf
- Frauen
  - Lucia Klocová
800 m
  - Miriam Bobková
100 m Hürden
  - Zuzana Tomas
Marathon
  - Zuzana Malíková
20 km Gehen
  - Jana Velďáková
Weitsprung
  - Dana Velďáková
Dreisprung
  - Martina Hrašnová
Hammerwurf

### Radsport
Straßenradsport
- Männer
  - Roman Broniš
Straßenrennen
  - Ján Valach
Straßenrennen
  - Matej Jurčo
Straßenrennen, Einzelzeitfahren

### Ringen
- Männer
  - David Musuľbes
Freistil bis 120 kg (Silber )
  - Attila Bátky
Griechisch-Römisch bis 84 kg

### Schießen
- Männer
  - Jozef Gönci
Kleinkaliber liegend 50 Meter, Kleinkaliber Dreistellungskampf 50 Meter
  - Pavol Kopp
Luftpistole 10 Meter, Freie Pistole 50 Meter
  - Mário Filipovič
Trap
  - Erik Varga
Trap
- Frauen
  - Daniela Pešková
Luftgewehr 10 Meter, Kleinkaliber Dreistellungskampf 50 Meter
  - Danka Barteková
Skeet
  - Zuzana Štefečeková
Trap (Silber )

### Schwimmen
- Männer
  - Ľuboš Križko
100 m Rücken
- Frauen
  - Martina Moravcová
50 m Freistil, 100 m Freistil, 100 m Schmetterling
  - Denisa Smolenová
200 m Schmetterling

### Segeln
- Männer
  - Patrik Pollák
Windsurfen

### Tennis
| Männer             | Männer |
| ------------------ | ------ |
| Dominik Hrbatý     | Einzel |
| Frauen             |        |
| Dominika Cibulková | Einzel |
| Daniela Hantuchová | Einzel |
| Daniela Hantuchová | Doppel |
| Janette Husárová   | Doppel |

### Tischtennis
- Frauen
  - Eva Ódorová
Einzel

### Triathlon
- Männer
  - Pavel Šimko

### Turnen
- Frauen
  - Ivana Kováčová
Mehrkampf